# Heilig-Kreuz-Kirche (Hildesheim)

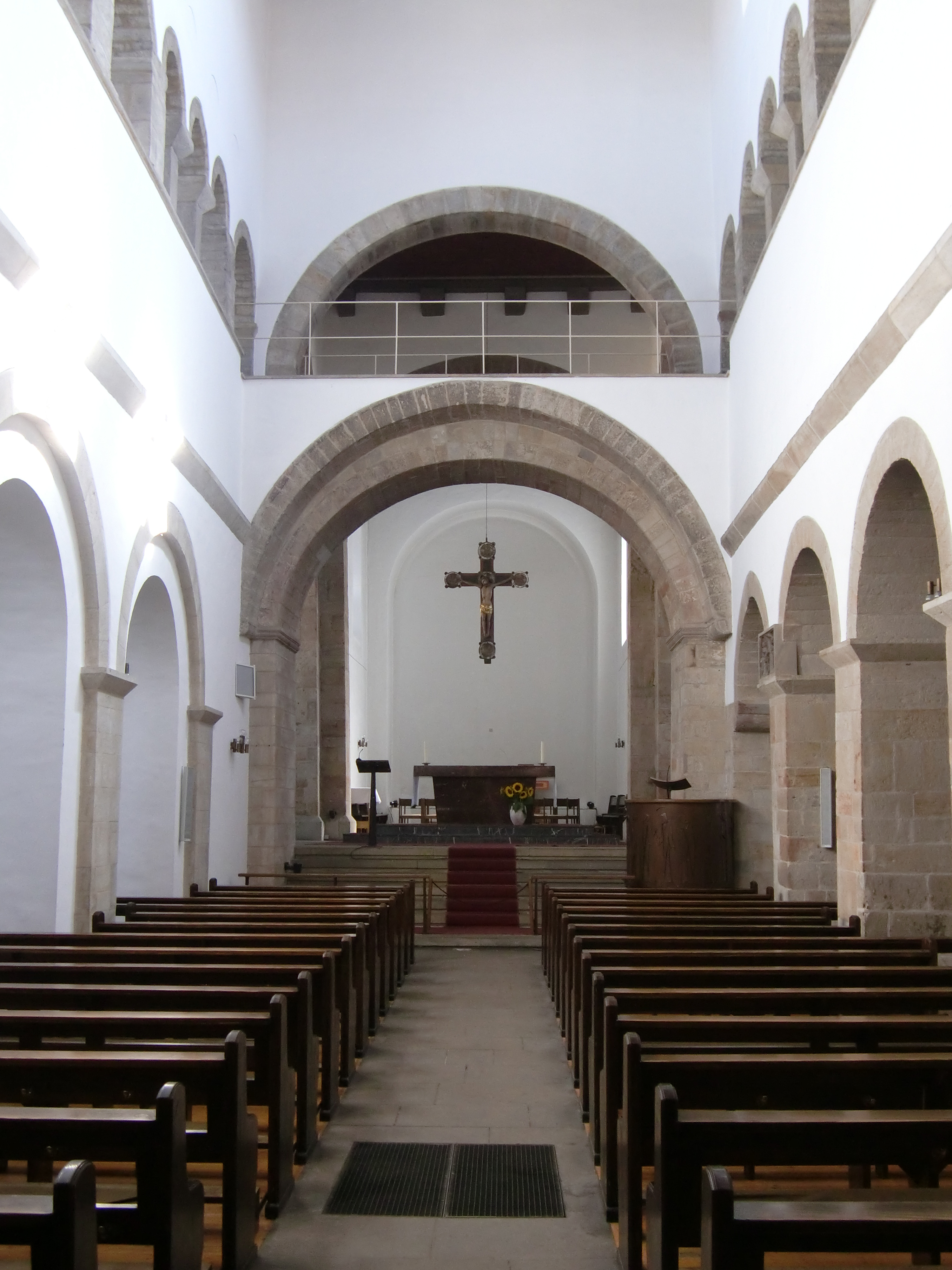
Mittelschiff mit der „Brücke“ im Vierungsbogen

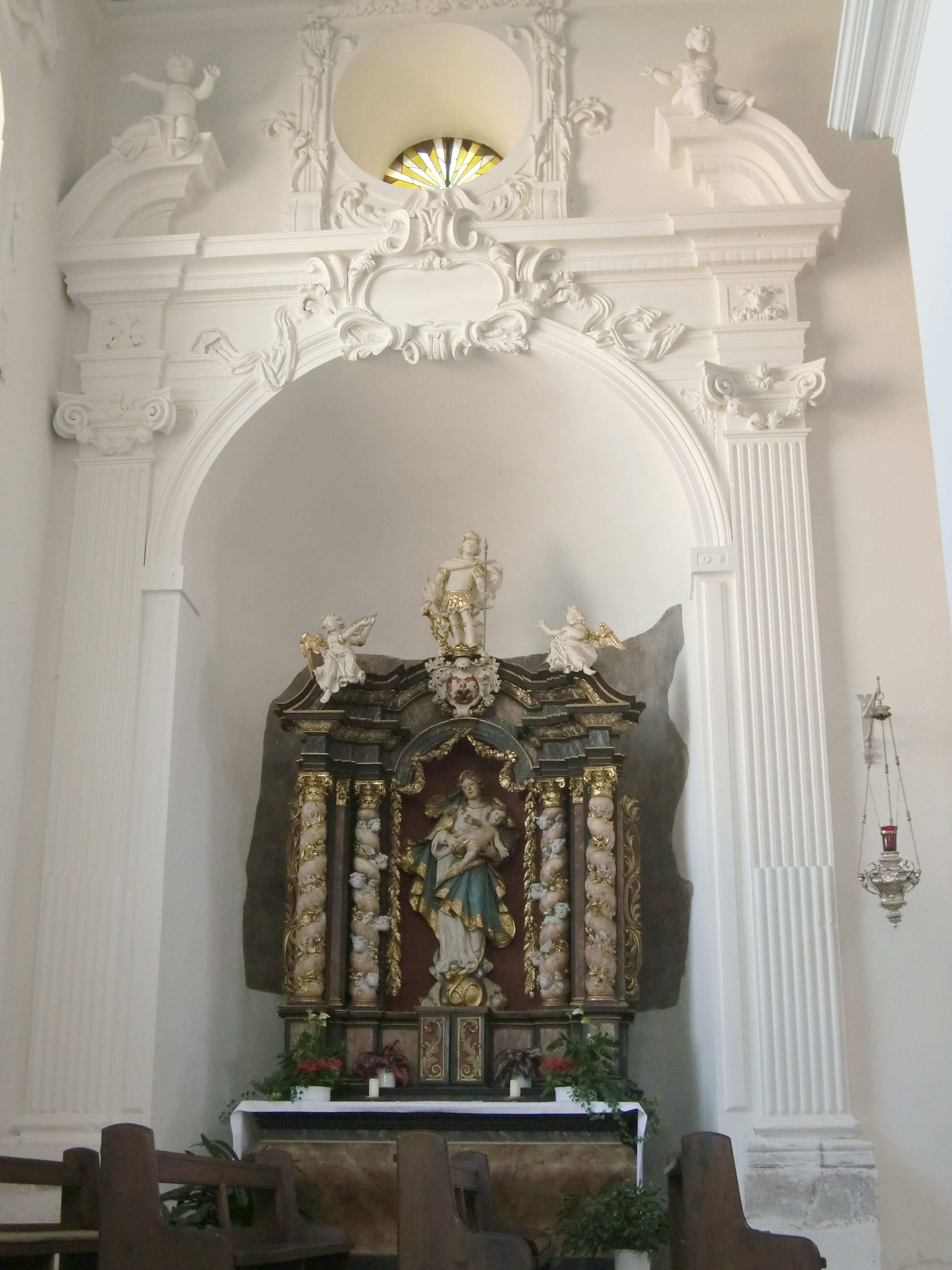
Barockaltar im nördlichen Seitenschiff

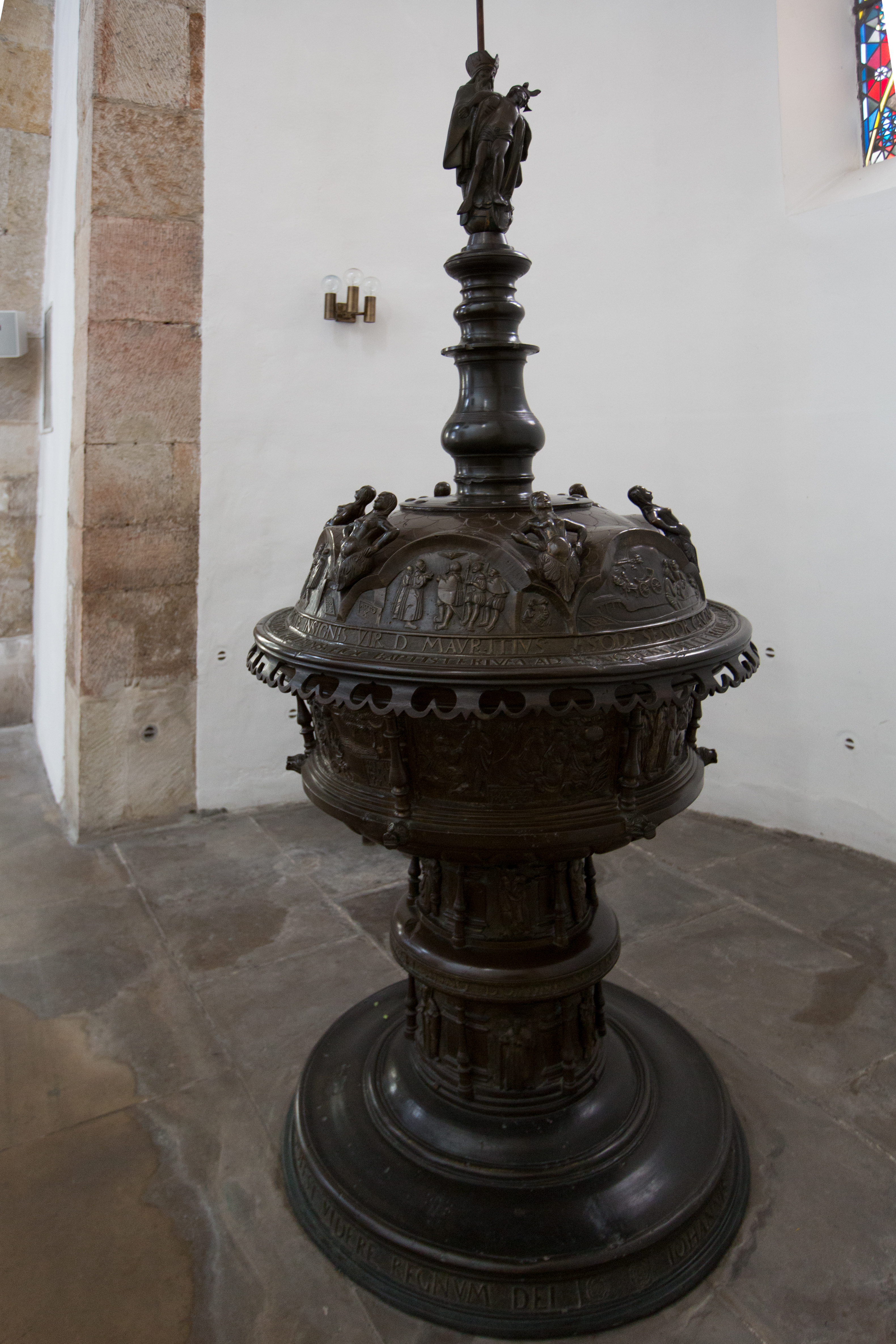
Taufbecken von 1592

Die katholische Kirche Zum Heiligen Kreuz gehört zu den historischen Kirchen in der Altstadt von Hildesheim. Unter ihnen nimmt sie durch ihr Alter und ihre komplexe Baugeschichte eine Sonderstellung ein.

## Lage
Die Heilig-Kreuz-Kirche liegt nur wenige hundert Meter östlich des Doms in der Kreuzstraße 5, in rund 88 Meter Höhe über dem Meeresspiegel. Vom einstigen Petrustor der Domburg führt die Kreuzstraße, ein Teil der alten West-Ost-Fernhandelsstraße (heute Bundesstraße 1), direkt auf das Portal der Kirche zu.

## Geschichte und Architektur
Die Lage, der Baubefund sowie die dokumentarische Überlieferung, Bischof Hezilo (1054–1079) habe mit der Kreuzkirche „aus einem Haus des Krieges ein Haus des Friedens“ gemacht, belegen, dass die Keimzelle des Gebäudes eine Toranlage ist, wohl schon aus Bischof Altfrids Zeit, die den noch unbefestigten Dombereich nach Osten schützte. Der Baukörper des sog. „domus belli“ bestand aus einem dreischiffigen und dreigeschossigen Kubus mit einer Außenseite im Osten, die ein Flügeltor integrierte. Das Innere wird durch Pfeilerarkaden in ein Mittelschiff und zwei schmale Seitenschiffe unterteilt. An den Seiten sind Maueransätze ergraben worden, die sehr wahrscheinlich zu einer Befestigungsmauer gehörten. Nachdem die Bernwardsmauer dieses Vorwerk entbehrlich gemacht hatte, ließ Bischof Hezilo es in eine Kirche umwandeln und errichtete hier ein Chorherrenstift. Der Neugründung überließ er einen Teil der alten Hildesheimer Kreuzreliquien.
Von der alten Torhalle stammt ein großer Teil der Bausubstanz des Mittelschiffs. Ihren östlichen Ausgang markiert die ungewöhnliche „Brücke“ im Vierungsbogen, hinter der sich das Querschiff mit dem achteckigen Vierungsturm und der rechteckige Chor Hezilos befinden. An den „weltlichen“ Ursprung des Gebäudes erinnern wohl auch die Pfeiler, die anstelle von Säulen die Bogenöffnungen zu den Seitenschiffen tragen.
Die Seitenschiffe selbst stammen aus späterer Zeit. Das südliche gehört mit den Seitenkapellen zu einer gotischen Umbauphase. Das nördliche Seitenschiff entstand nach 1700, als diese Seite des Gebäudes durch Bodenabsenkungen baufällig geworden war. Es ist ein barocker Kirchenraum, fast so breit wie das Mittelschiff.
Auch das Äußere der Kirche stellt sich im barocken Gewand dar. Die Westfassade im italienischen Stil von 1712 mit der vorgelagerten Freitreppe, flankiert von den Sandsteinfiguren der Apostel Petrus und Paulus, zeigt barocken Repräsentationswillen. Weitere Skulpturen aus dieser Zeit schmücken das Nordportal. Die Treppe von der Kirche zur Straße Brühl wurde 1727 gebaut. Johann Theodor von Franken-Siersdorf, 1760–1779 Apostolischer Vikar von Ober- und Niedersachsen, war am angeschlossenen Stift bepfründet. 1781 wurde der Turm erhöht und im Barockstil umgestaltet.
Bei der Bombardierung Hildesheims am 22. März 1945 wurde auch die Kreuzkirche durch Spreng- und Brandbomben schwer beschädigt. Erhalten blieb u. a. die Sakristei. Die Kunstschätze waren jedoch ausgelagert worden und blieben unversehrt. Der Wiederaufbau begann 1948, ab 1952 konnte die Kirche wieder für Gottesdienste genutzt werden. 1958 war sie weitgehend getreu dem Vorkriegszustand wiederhergestellt.
Vom 1. August 2004 an gehörten zur Pfarrei „Zum Heiligen Kreuz“ auch der Hildesheimer Dom, die Basilika St. Godehard, sowie die Kirchen St. Bernward und St. Magdalenen. Seit dem 1. November 2014 gehört die Heilig-Kreuz-Kirche zur Pfarrei St. Godehard.

## Ausstattung
Von der Ausstattung sind erwähnenswert
- Christus im Elend, um 1520, Lindenholz, erste Seitenkapelle
- Marien-Flügelaltar (Muttergottes mit Heiligen), Holzschnitzerei, 15. Jahrhundert, zweite Seitenkapelle
- Taufbecken, 1592, Bronzeguss von Mante Pelkinck,[4] gestiftet von dem „Senior-Kanoniker des Kollegiatstifts Heilig Kreuz und Propst des Hildesheimer Nonnenklosters der heiligen Maria Magdalena“, Moritz vom Sode,[5] südliche Querhausapsis

| Die einzelnen biblischen Szenen auf dem Taufbecken: |
| --- |
| - Die Reliefbilder auf dem Deckel: - Die Arche und die Sintflut (Gen 7 ) - Israel zieht durch das Schilfmeer (Ex 14 ) - Die Vision Ezechiels, der aus dem Jerusalemer Tempel ein segensreiches Wasser fließen sieht (Ez 47 ) - Jesus spricht mit Nikodemus über die Wiedergeburt aus Wasser und Geist (Joh 3 ) - Philippus tauft den Kämmerer aus Äthiopien (Apg 8,26–40 ) - Petrus tauft den Hauptmann Kornelius (Apg 10 ) - Die Reliefbilder am Becken: - Johannes tauft Jesus im Jordan (Mt 3,13–17 , Mk 1,9–11 , Lk 3,21–22 ) - Jesus segnet die Kinder (Mt 19,13–15 , Mk 10,13–16 , Lk 18,15–17 ) - Taufbefehl und Himmelfahrt Christi (Mt 28 , Lk 24,50–53 ) - Die Pfingstpredigt des Petrus (Apg 2,14–36 ) - Bekehrung und Taufe des Saulus (Apg 9,1–19 ) - Paulus tauft Lydia und den Kerkermeister (Apg 16,14–34 ) |

- Gotische Pietà, Holzschnitzerei, beim Hauptportal
- Barocker Marien- und Sakramentsaltar, nördliche Querhausapsis

## Orgel
Ab 1661 baute Hans Henrich Bader eine neue Orgel, die von Heinrich Bartrumb 1667 fertiggestellt wurde. Sie besaß 28 Register auf zwei Manualen und Pedal. Nach Umbauten durch A. G. Almes 1785 und Georg Stahlhuth 1858 besaß sie 26 Register. 1945 wurde diese Orgel zerstört.
Heute steht in der Kirche eine Orgel, die Hermann Hillebrand 1964 erbaute und die 35 Register auf drei Manualen und Pedal besitzt.

## Weitere katholische Einrichtungen im Einzugsgebiet der Kirche
- Caritas-Kindertagesstätte St. Vincenz (Brühl 38).[9]
- Gymnasium Marienschule Hildesheim (Brühl 1–3). Die heute zur Schule gehörende Choralei ist der älteste Profanbau Hildesheims, Teile des Gebäudes stammen aus dem 12. Jahrhundert.[10]